# Myanmar Radio and Television
Myanmar Radio and Television, nota anche con l'acronimo MRTV (in birmano: မြန်မာ့အသံနှင့်ရုပ်မြင်သံကြား), precedentemente Burma Broadcasting Service (BBS), è l'ente radiotelevisivo pubblico di Myanmar. La televisione trasmette da Kamayut, Yangon, mentre la radio trasmette principalmente da Naypyidaw, entrambe in birmano.

## Storia
La radio fu introdotta in Myanmar nel 1936, durante l'epoca coloniale britannica.
La programmazione regolare di Bama Athan (ဗမာ့အသံ; "Voice of Burma") iniziò a febbraio 1946, quando l'ente che la gestiva si chiamava Burma Broadcasting Service (BBS); trasmetteva in birmano notizie, intrattenimento musicale, programmi culturali e didattici, e in inglese notizie e musica. Dopo l'indipendenza, nel 1948, fu chiamata Myanma Athan (မြန်မာ့အသံ - "Voice of Myanmar"). Il servizio fu rinominato Myanmar Radio dal governo militare che prese il potere nel 1988. La giunta rinominò l'intera azienda radiotelevisiva in Myanmar Radio and Television (MRTV) nel 1997.
Fino al lancio di Yangon City FM nel 2001 Myanmar Radio era l'unica stazione radio nel Paese. Per anni il suo principale centro di trasmissione era stato a Kamayut, Yangon; alla fine del 2007 la sede principale fu spostata a Naypyidaw.
La televisione fu introdotta in Myanmar a giugno 1979, in modalità sperimentale, con sede nella città di Yangon.
Al canale TV fu dato il nome di MRTV il 3 giugno 1980 e le sue trasmissioni regolari furono lanciate ufficialmente nel 1981 in standard NTSC.
Nel 2005 MRTV aveva 195 antenne televisive relé in tutto il Paese.
A ottobre 2013 MRTV iniziò a trasmettere sul digitale terrestre con il sistema DVB-T2 come la maggior parte dei Paesi ASEAN.
Dal 2014 anche Myanmar Radio trasmette in FM da decine di stazioni relé in tutto il Paese.
Il 15 febbraio 2015 MRTV aggiunse 5 nuovi canali TV: MRTV-4, Channel 7, 5 Plus, MNTV e Channel 9.
Il 24 marzo 2018 MRTV aggiunse altri 5 canali TV: Mizzima TV, DVB TV, Channel K, YTV e Fortune TV.

## Servizi
Il segnale televisivo raggiunge il 92.7% della popolazione, mentre quello radiofonico il 100%.

### Televisione
| Nome       | Sede      | Тipo        | Lancio | Lingua  |
| ---------- | --------- | ----------- | ------ | ------- |
| MRTV-4     | Naypyidaw | generalista | 1980   | birmano |
| Channel 7  | Naypyidaw | generalista |        | birmano |
| 5 Plus     | Naypyidaw | generalista |        | birmano |
| MNTV       | Naypyidaw | generalista |        | birmano |
| Channel 9  | Naypyidaw | generalista |        | birmano |
| Mizzima TV | Naypyidaw |             |        | birmano |
| DVB TV     | Naypyidaw | generalista |        | birmano |
| Channel K  | Naypyidaw | generalista |        | birmano |
| YTV        | Yangon    | generalista |        | birmano |
| Fortune TV | Naypyidaw | generalista |        | birmano |

### Radio
| Nome           | Sede      | Тipo        | Lancio | Lingua  |
| -------------- | --------- | ----------- | ------ | ------- |
| Myanmar Radio  | Naypyidaw | generalista | 1946   | birmano |
| Yangon City FM | Yangon    | generalista |        | birmano |

## Ricezione

### Satellite[9]
| Satellite          | LaoSat 1                                                                          | Thaicom 6                                                                         | Thaicom 6                                                                         | Apstar 7                                                                          | Intelsat 39                                                                       | Intelsat 39                                                                       |                                                                                   |
| Posizione orbitale | 128.5° Est                                                                        | 78.5° Est                                                                         | 78.5° Est                                                                         | 76.5° Est                                                                         | 62.0° Est                                                                         | 62.0° Est                                                                         |                                                                                   |
| Bouquet            | LaoSat TV                                                                         | /                                                                                 | Canal + Myanmar                                                                   | Sky Net                                                                           | /                                                                                 | /                                                                                 |                                                                                   |
| Canali             | Mizzima TV Channel K MNTV MRTV-4 5 Plus DVB TV Channel 7 YTV Channel 9 Fortune TV | Mizzima TV Channel K MNTV MRTV-4 5 Plus DVB TV Channel 7 YTV Channel 9 Fortune TV | Mizzima TV Channel K MNTV MRTV-4 5 Plus DVB TV Channel 7 YTV Channel 9 Fortune TV | Mizzima TV Channel K MNTV MRTV-4 5 Plus DVB TV Channel 7 YTV Channel 9 Fortune TV | Mizzima TV Channel K MNTV MRTV-4 5 Plus DVB TV Channel 7 YTV Channel 9 Fortune TV | Mizzima TV Channel K MNTV MRTV-4 5 Plus DVB TV Channel 7 YTV Channel 9 Fortune TV | Mizzima TV Channel K MNTV MRTV-4 5 Plus DVB TV Channel 7 YTV Channel 9 Fortune TV |
| Frequenza          | 10910 MHz                                                                         | 3711 MHz                                                                          | 12521 MHz                                                                         | 11052 MHz                                                                         | 4049 MHz                                                                          | 11140 MHz                                                                         |                                                                                   |
| Polarizzazione     | Verticale                                                                         | Orizzontale                                                                       | Verticale                                                                         | Verticale                                                                         | L                                                                                 | Verticale                                                                         |                                                                                   |
| SR                 | 45000 ksym/s                                                                      | 15000 ksym/s                                                                      | 30000 ksym/s                                                                      | 30000 ksym/s                                                                      | 15000 ksym/s                                                                      | 30000 ksym/s                                                                      |                                                                                   |
| FEC                | 3/4                                                                               | 3/4                                                                               | 3/4                                                                               | 3/4                                                                               | 3/4                                                                               | 3/4                                                                               |                                                                                   |
| Modulazione        | 8PSK                                                                              | 8PSK                                                                              | 8PSK                                                                              | QPSK                                                                              | 8PSK                                                                              | QPSK                                                                              |                                                                                   |

### Digitale terrestre
Da ottobre 2013 MRTV è presente su piattaforma digitale terrestre.